# Крестон (Британська Колумбія)
Крестон (англ. Creston) — містечко в Канаді, у провінції Британська Колумбія, у складі регіонального округу Сентрал-Кутеней.

## Населення
За даними перепису 2016 року, містечко нараховувало 5351 особу, показавши зростання на 0,8%, порівняно з 2011-м роком. Середня густина населення становила 632,1 осіб/км².
З офіційних мов обидвома одночасно володіли 210 жителів, тільки англійською — 4 920, а 10 — жодною з них. Усього 450 осіб вважали рідною мовою не одну з офіційних, з них. 25 — українську.
Працездатне населення становило 45,6% усього населення, рівень безробіття — 6,1% (8,9% серед чоловіків та 3,3% серед жінок). 83,3% осіб були найманими працівниками, а 16,5% — самозайнятими.
Середній дохід на особу становив $34 449 (медіана $25 254), при цьому для чоловіків — $41 016, а для жінок $28 702 (медіани — $33 408 та $21 616 відповідно).
28,2% мешканців мали закінчену шкільну освіту, не мали закінченої шкільної освіти — 22,1%, 49,8% мали післяшкільну освіту, з яких 20,4% мали диплом бакалавра, або вищий, 10 осіб мали вчений ступінь.
| Статево-вікова структура населення | Статево-вікова структура населення | Статево-вікова структура населення | Статево-вікова структура населення | Статево-вікова структура населення |
| ---------------------------------- | ---------------------------------- | ---------------------------------- | ---------------------------------- | ---------------------------------- |
|                                    |                                    |                                    |                                    |                                    |
| Всього                             | Всього                             | 46,1%53,9%                         |                                    |                                    |
| 0 — 14 років                       | 0 — 14 років                       |                                    | 10,8%                              | 10,8%                              |
| 15 — 64 років                      | 15 — 64 років                      |                                    | 52,3%                              | 52,3%                              |
| 65 і більше                        | 65 і більше                        |                                    | 36,9%                              | 36,9%                              |
| 85 і більше                        | 85 і більше                        |                                    | 5,8%                               | 5,8%                               |
| 100 і більше                       | 100 і більше                       |                                    | 0,1%                               | 0,1%                               |
| Середній вік (років)               | Середній вік (років)               | 50,953,3                           | 52,2                               | 52,2                               |
| Медіана (років)                    | Медіана (років)                    | 56,059,1                           | 57,7                               | 57,7                               |
| — чоловіки — жінки                 |                                    |                                    |                                    |                                    |

| Походження мешканців:     | Походження мешканців:     | Походження мешканців: | Походження мешканців: | Походження мешканців: |
| ------------------------- | ------------------------- | --------------------- | --------------------- | --------------------- |
| Походження                |                           |                       | осіб                  | %                     |
| Корінні американці        | Корінні американці        |                       | 370                   | 7.25%                 |
| Інше північноамериканське | Інше північноамериканське |                       | 1 470                 | 28.82%                |
| Європейське               | Європейське               |                       | 4 385                 | 85.98%                |
| британське                | британське                |                       | 2 925                 | 57.35%                |
| французьке                | французьке                |                       | 540                   | 10.59%                |
| українське                | українське                |                       | 375                   | 7.35%                 |
| Латинськоамериканське     | Латинськоамериканське     |                       | 10                    | 0.2%                  |
| Карибське                 | Карибське                 |                       | 10                    | 0.2%                  |
| Африканське               | Африканське               |                       | 15                    | 0.29%                 |
| Азійське                  | Азійське                  |                       | 105                   | 2.06%                 |
| Океанійське               | Океанійське               |                       | 10                    | 0.2%                  |

| Зайнятість населення за галузями (за класифікацією NOC): | Зайнятість населення за галузями (за класифікацією NOC): | Зайнятість населення за галузями (за класифікацією NOC): | Зайнятість населення за галузями (за класифікацією NOC): | Зайнятість населення за галузями (за класифікацією NOC): |
| -------------------------------------------------------- | -------------------------------------------------------- | -------------------------------------------------------- | -------------------------------------------------------- | -------------------------------------------------------- |
|                                                          |                                                          |                                                          |                                                          |                                                          |
| Управління                                               | Управління                                               |                                                          | 8,8%                                                     | 8,8%                                                     |
| Бізнес, фінанси та адміністрування                       | Бізнес, фінанси та адміністрування                       |                                                          | 10,7%                                                    | 10,7%                                                    |
| Природничі та прикладні науки                            | Природничі та прикладні науки                            |                                                          | 4,1%                                                     | 4,1%                                                     |
| Охорона здоров'я                                         | Охорона здоров'я                                         |                                                          | 8,3%                                                     | 8,3%                                                     |
| Освіта, правозахист, муніципальні та урядові служби      | Освіта, правозахист, муніципальні та урядові служби      |                                                          | 10,9%                                                    | 10,9%                                                    |
| Мистецтво, культура, відпочинок та спорт                 | Мистецтво, культура, відпочинок та спорт                 |                                                          | 0,7%                                                     | 0,7%                                                     |
| Роздрібна торгівля та послуги                            | Роздрібна торгівля та послуги                            |                                                          | 26,3%                                                    | 26,3%                                                    |
| Гуртова торгівля, транспорт та обладнання                | Гуртова торгівля, транспорт та обладнання                |                                                          | 19,2%                                                    | 19,2%                                                    |
| Природні ресурси, сільське господарство                  | Природні ресурси, сільське господарство                  |                                                          | 5,1%                                                     | 5,1%                                                     |
| Виробництво                                              | Виробництво                                              |                                                          | 5,6%                                                     | 5,6%                                                     |

## Клімат
Середня річна температура становить 3,5°C, середня максимальна – 17,8°C, а середня мінімальна – -13,6°C. Середня річна кількість опадів – 827 мм.
| Клімат поселення                              | Клімат поселення | Клімат поселення | Клімат поселення | Клімат поселення | Клімат поселення | Клімат поселення | Клімат поселення | Клімат поселення | Клімат поселення | Клімат поселення | Клімат поселення | Клімат поселення | Клімат поселення |
| Показник                                      | Січ.             | Лют.             | Бер.             | Квіт.            | Трав.            | Черв.            | Лип.             | Серп.            | Вер.             | Жовт.            | Лист.            | Груд.            |                  |
| Середній максимум, °C                         | −0,88            | 1,74             | 5,11             | 8,96             | 13,60            | 17,56            | 17,57            | 17,77            | 13,04            | 7,84             | 1,48             | −3,06            |                  |
| Середня температура, °C                       | −7,26            | −4,64            | −1,27            | 2,57             | 7,22             | 11,17            | 14,12            | 14,32            | 9,58             | 4,38             | −1,96            | −6,5             |                  |
| Середній мінімум, °C                          | −13,63           | −11,03           | −7,66            | −3,81            | 0,84             | 4,80             | 10,67            | 10,86            | 6,14             | 0,93             | −5,42            | −9,96            |                  |
| Норма опадів, мм                              | 99               | 73               | 67               | 57               | 63               | 67               | 39               | 41               | 45               | 60               | 112              | 104              |                  |
| Середньомісячна швидкість вітру, м/с          | 2.94             | 2.76             | 3.05             | 3.12             | 2.95             | 2.92             | 2.74             | 2.64             | 2.62             | 2.81             | 2.98             | 2.79             |                  |
| Середньомісячна сонячна радіація, кДж/м²·день | 3936             | 7339             | 11948            | 16376            | 20090            | 21830            | 23764            | 20490            | 14509            | 8654             | 4138             | 3081             |                  |
| --------------------------------------------- | ---------------- | ---------------- | ---------------- | ---------------- | ---------------- | ---------------- | ---------------- | ---------------- | ---------------- | ---------------- | ---------------- | ---------------- | ---------------- |
| Джерело:                                      |                  |                  |                  |                  |                  |                  |                  |                  |                  |                  |                  |                  |                  |